# Harris Park, New South Wales
Harris Park este o suburbie în Sydney, Australia.